# Портрет невідомої в намисті (Шевченко)
«Портрет невідомої в намисті» — портрет роботи Тараса Григоровича Шевченка виконаний ним аквареллю на папері в 1840 році в Санкт-Петербурзі. Розмір 21,5 × 17,7. Справа внизу олівцем напівстерті дата і підпис автора: 1840. Шевченко.
Картина зберігається в Національному музеї Тараса Шевченка. Попередні місця збереження: власність М. Н. Биковської, Галерея картин Т. Г. Шевченка (Харків).